# Klaus Balkenhol
Nikolaus „Klaus” Balkenhol (ur. 6 grudnia 1939 w Velen) – niemiecki jeździec sportowy. Trzykrotny medalista olimpijski.
Startował w ujeżdżeniu. Brał udział w dwóch olimpiadach w 1992 i 1996 dwukrotnie zdobywając złoto w rywalizacji drużynowej. W Barcelonie był także trzeci w konkursie indywidualnym. Stawał na podium mistrzostw świata i Europy, był mistrzem Niemiec (1991, 1992, 1993, 1995).

## Starty olimpijskie (medale)
Barcelona 1992
- konkurs drużynowy (na koniu Goldstern) –  złoto[2]
- konkurs indywidualny (Goldstern) –  brąz[2]

Atlanta 1996
- konkurs drużynowy (Goldstern) –  złoto[2]